# سووو سلو
سووو سلو (به صربی: Suvo Selo) یک منطقهٔ مسکونی در صربستان است که در ولادیمیرتسی واقع شده‌است. سووو سلو ۴۰۴ نفر جمعیت دارد.